# Nationalpark La-Maddalena-Archipel
Der Nationalpark La-Maddalena-Archipel (italienisch Parco nazionale dell'Arcipelago di La Maddalena) umfasst große Teile der La-Maddalena-Inselgruppe nordöstlich der Küste von Sardinien. Er erstreckt sich über eine Fläche von 201,46 km² und eine Küstenlinie von 180 km. Gegründet wurde der Park 1994 als ein geo-marines Schutzgebiet in der Autonomen Region Sardinien.

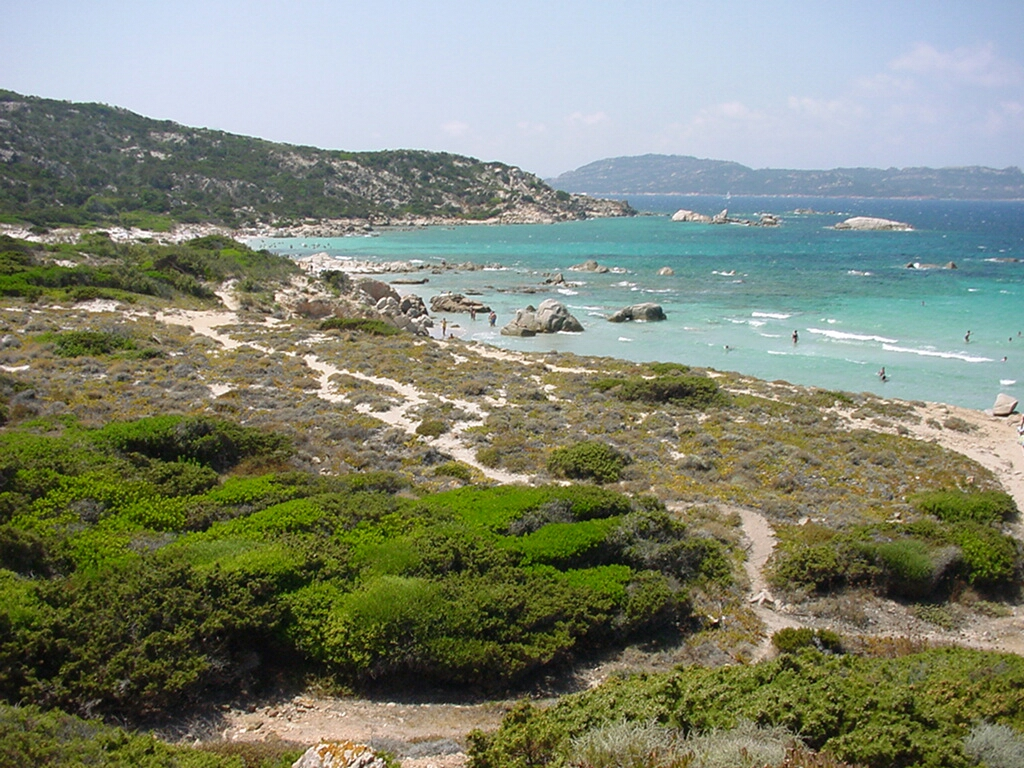
Strand auf La Maddalena

Zum Nationalpark gehören die Inseln der Gemeinde La Maddalena, unter anderem die bewohnten Inseln La Maddalena und Caprera sowie die unbewohnten Budelli, Razzoli, Santa Maria, Santo Stefano und Spargi.